# Рольф Норберг
Рольф Норберг (швед. Rolf Norberg; нар. 31 січня 1952) — колишній шведський тенісист.
Найвищу одиночну позицію світового рейтингу — 90 місце досяг 2 липня 1977 року.
Найвищим досягненням на турнірах Великого шолома було 3 коло в одиночному розряді.

## Фінали Гран-прі за кар'єру

### Парний розряд: 1 (0–1)
| Результат | W/L | Рік  | Турнір                  | Покриття | Партнер         | Суперники               | Рахунок            |
| --------- | --- | ---- | ----------------------- | -------- | --------------- | ----------------------- | ------------------ |
| Поразка   | 0–1 | 1977 | Екс-ан-Прованс, Франція | Ґрунт    | Патріс Домінгес | Іліє Настасе Йон Ціріак | 6–1, 5–7, 3–6, 3–6 |